# Maria Malmer Stenergard
Maria Malmer Stenergard (Kristianstad, 23 de março de 1981 é uma política e jurista sueca, do Partido Moderado (social-conservador). Desde 10 de setembro de  2024, é Ministra dos Negócios Estrangeiros, no Governo Kristersson.

## Carreira
Foi deputada do Parlamento da Suécia (Riksdagen), no período 2014-2026. Foi Ministra das Migracões de 2022-2024 no Governo Kristersson. É Ministra dos Negócios Estrangeiros no Governo Kristersson desde 10 de setembro de 2024.